# マルコポーロ・ホテルズ
マルコポーロ・ホテルズ （英語：Marco Polo Hotels Group中国語：馬哥孛羅酒店集團） は、香港に拠点を置いているホテル運営会社である。

## 概要
1986年開業。アジアのおもてなしと西洋の先進性との融合をコンセプトに香港の3ホテルを中心に、中国本土やアジア太平洋地域でホテルチェーン展開する。

## ホテル
- 中国香港
  - マルコポーロ・香港
  - マルコポーロ・ゲートウェイ香港
  - プリンス・マルコポーロ・香港
- 中国
  - マルコポーロ・パークサイド・北京
  - マルコポーロ・深圳
  - マルコポーロ・厦門
  - マルコポーロ・武漢
- フィリピン
  - マルコポーロ・ダバオ
  - マルコポーロプラザ・セブ